# 1910
1910. је била проста година.

## Догађаји

### Март
- 14. март — Трагачи за нафтом су пробушили рупу у налазишту са нафтом под притиском у округу Керн у Калифорнији, изазвавши највеће случајно изливање нафте у историји.

### Април
- Википедија:Непознат датум — Александар Карађорђевић постао први Србин који је летео авионом.[1]

### Мај
- 6. мај — Џорџ V постаје краљ Уједињеног Краљевства Велике Британије и Ирске након смрти свог оца, Едварда VII.

### Август
- 19. август — У Цетињу је пуштена у рад прва електрична централа у Црној Гори.
- 22. август — Јапан је потписивањем Јапанско-корејског споразума из 1910. анектирао Кореју после пет година протектората над том земљом.
- 28. август — На свечаној седници Народне скупштине у Цетињу кнежевина Црна Гора је проглашена краљевином, а кнез Никола I Петровић краљем.

### Датум непознат
- Википедија:Непознат датум — Основан Фудбалски клуб Слобода

## Рођења

### Јануар
- 27. јануар — Едвард Кардељ, словеначки и југословенски политичар, народни херој († 1979)

### Фебруар
- 13. фебруар — Вилијам Шокли, амерички физичар. (†1989).

### Април
- 8. април — Светислав Стефановић Ћећа, друштвено-политички радник СФРЈ и народни херој. (†1980).

### Мај
- 10. мај — Зенепе Пиранић, албанска суперстогодишњакиња (†2021).
- 12. мај — Дороти Хоџкин, енглески хемичар. (†1994).

### Јун
- 11. јун — Жак Кусто, француски истраживач. (†1997).

### Јул
- 6. јул — Рене Ле Грев, француски бициклиста. (†1946).

## Смрти

### Април
- 1. април — Андреас Ахенбах, немачки сликар. (* 1815)
- 21. април — Марк Твен, амерички књижевник. (* 1835)

### Мај
- 6. мај — Едвард VII, британски краљ. (* 1841)

### Јун
- 28. јун — Петар Убавкић, српски вајар. (* 1852)

### Јул
- 10. јул — Јохан Готфрид Гале, немачки астроном. (* 1812)
- 14. јул — Адолф Елијер, француски бициклиста. (*1888)

### Август
- 5. август — Јулијус Петерсен, дански математичар. (* 1839)
- 16. август — Фрањо Грегл, хрватски бициклиста. (*1891)

### Октобар
- 30. октобар — Анри Динан, швајцарски филантроп. (* 1828)

## Нобелове награде
- Физика — Јохан Дидерик ван дер Валс
- Хемија — Ото Валах
- Медицина — Албрехт Косел
- Књижевност — Паул Хајзе
- Мир — Стална међународна мировна канцеларија (Швајцарска)
- Економија — Награда у овој области почела је да се додељује 1969. године